# لوسیانو سوشانی
لوسیانو سوشانی (کرواتی: Luciano Sušanj؛ زادهٔ ۱۰ نوامبر ۱۹۴۸) دونده اهل یوگسلاوی بود.
وی در مسابقات کشوری و بین‌المللی در مجموع برندهٔ ۳ مدال طلا شده‌است.